# Mecsek Egyesület
A Mecsek Egyesület 1891 és 1948 között működő, majd 1993-ban újjáalakított természetbarát egyesület.

## Az egyesület története
A Mecsek Egyesület az 1891. április 30-án a pécsi Nemzeti Kaszinóban tartotta alakuló közgyűlését, több éves előkészítés után. Az alapszabályban megfogalmazott célja szerint: „Pécs városának és legközelebbi környékének járható utakkal való összekötése, főképp fasorok és ültetvények előállítása, fenntartása. A város és képviselő-testületének tudtával és beleegyezésével magánjövedelmeiből fasorokat, ültetvényeket, padokat, jelzőtáblákat, s esetleg épületeket állít elő.”
1927-ben 2617 taggal rendelkezett. A tagok az 1930-as években Budapesten, Komáromban, Kaposváron stb. képekben mutatták be a várost a helyieknek, ezzel is felkeltve az érdeklődésüket Pécs városa iránt.
Az Egyesületet ( a többi polgári egyesülethez, szervezethez hasonlóan) az 1948. október 23-án kelt 502.146/1948. IV. BM. számú rendelet feloszlatta.

## Az egyesület újraalakítása
Az Egyesület újjáalakításához szükséges alapító közgyűlésre és az alapszabály elfogadására 1993. április 30-án került sor a Baranya Megyei Bíróság kis tanácstermében.

## A Mecsek Egyesület Évkönyvei (1892-1945)
1892 és 1945 között jelent meg az Egyesület kiadványa, amelynek a folytonosságát az első világháború éveit követő időszak (1917-1926) szakította meg. A kiadványt a következő nyomdák állították elő: Püspöki Lyceumi Nyomda (1897-1898), Pécsi Irodalmi és Könyvnyomdai Rt. (1900-1901, 1932), Wessely és Horváth Könyvnyomda (1903-1907, 1909-1916, 1918), Taizs József Könyvnyomdája (1927-1931), Haladás Nyomda-részvénytársaság (1933-1934, 1936, 1940), Kultúra Könyvnyomdai Műintézet (1937-38, 1945), Dunántúl (1939, 1944), Rákóczi Nyomda (1941-1943). Szerkesztette: Kiss József egyleti titkár, Páldi Géza, Dr. Szabó Pál Zoltán, Dr. Nádor Lajos.
Az évkönyvek digitalizálását a Pécsi Tudományegyetem Egyetemi Könyvtárának munkatársai végezték el.

## Tevékenységük
A Mecsek Egyesület gondozza a turistautakat, forrás-kutakat, pihenőket, kilátókat, menedékházakat, emlékhelyek kiépítését és folyamatos karbantartását. A kirándulást segítő egyesületi évkönyvet, útikalauzokat, turista térképeket, képes levelezőlapokat is készítenek.
Mecseki Források Jegyzéke:
https://turistautak.openstreetmap.hu/mefo/index.php